# 赤山地下壕跡

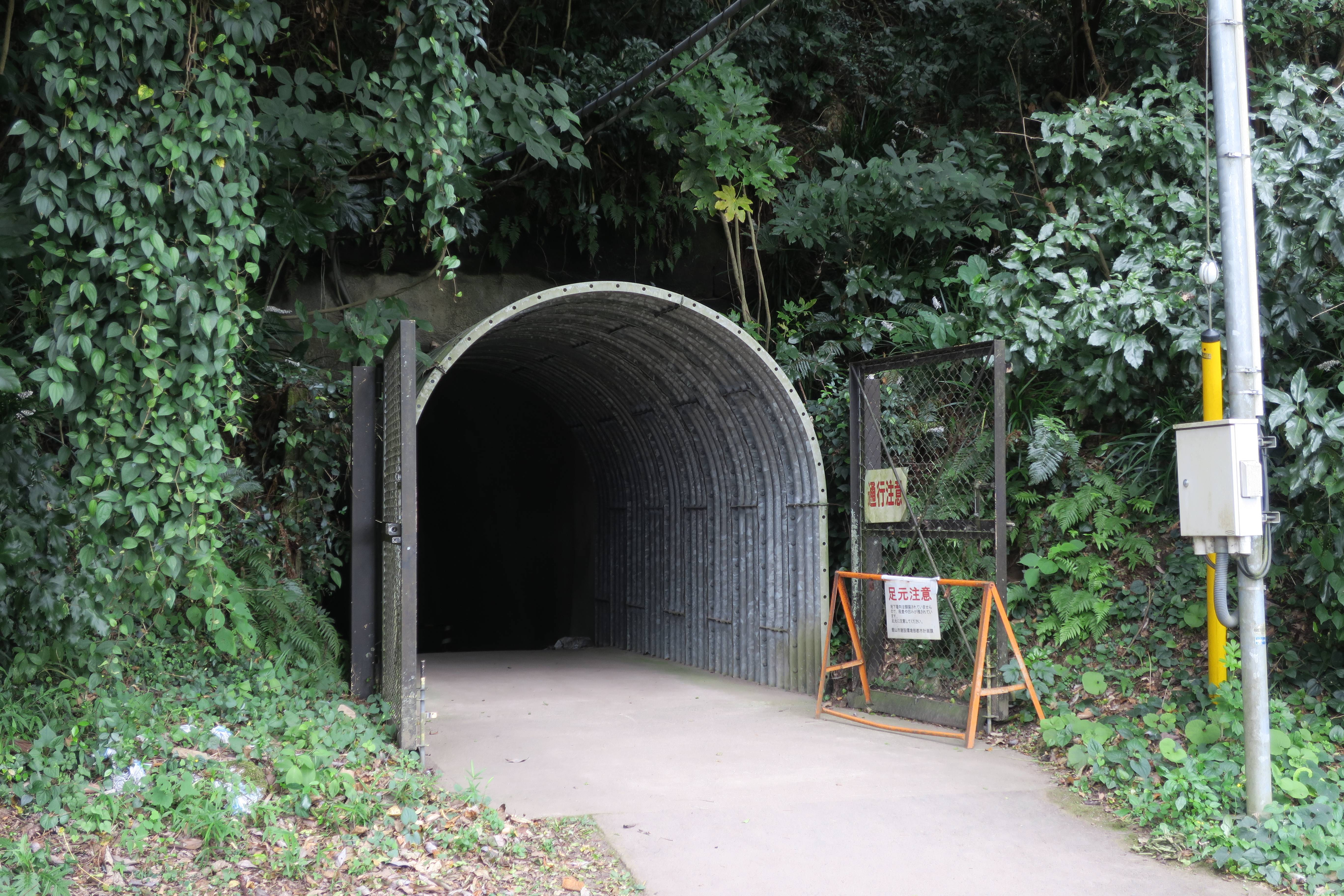
赤山地下壕跡入口

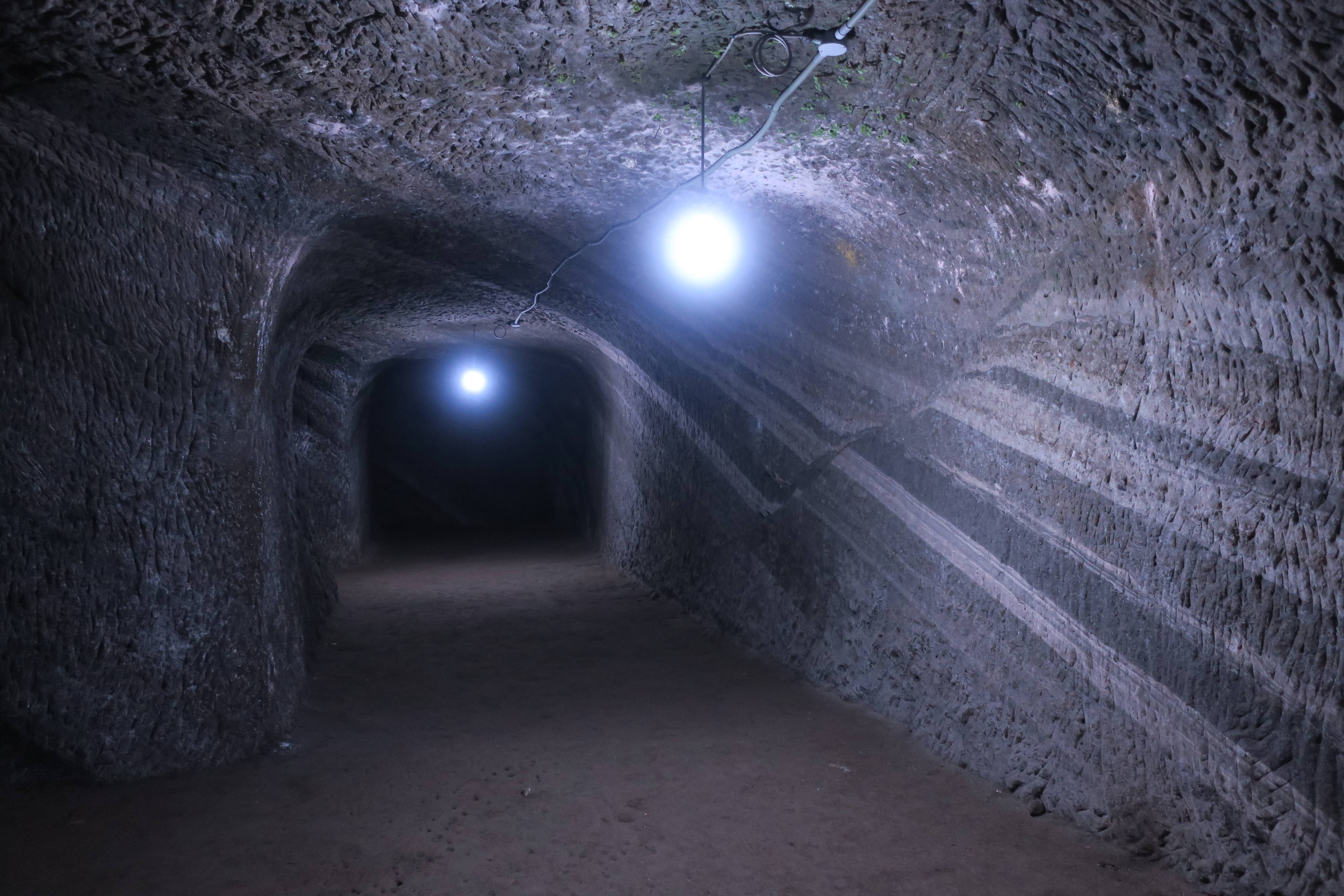
赤山地下壕跡内部
地層のずれが観察できる

赤山地下壕跡（あかやまちかごうあと）の通称で知られる館山海軍航空隊赤山地下壕跡（たてやまかいぐんこうくうたいあかやまちかごうあと）は、千葉県館山市に存在する旧大日本帝国海軍が太平洋戦争期間中に建造したと考えられている地下壕（防空壕）の跡である。

## 概要
地下空間の総延長は、日本国内で見ても比較的大規模な部類にあたる1.6キロメートルである。
昭和10年代（1935年～）から建設が始まったという証言や説がある一方で、資料が乏しいこともあり建設時期はわかっていない。ただし、1941年（昭和16年）以前にはこうした地下壕の建設記録が全国的に存在しないことや、構造からみて非計画的に建設が始まったであろうことから1944年（昭和19年）ごろから建設が始まったと考えられている。また、壕内の発電所跡や証言などから、館山海軍航空隊の兵士らによって建設が始まり、防空壕として使われていたと考えられる。また、戦時中には病室や電信室があったという証言もされている。

## 一般公開

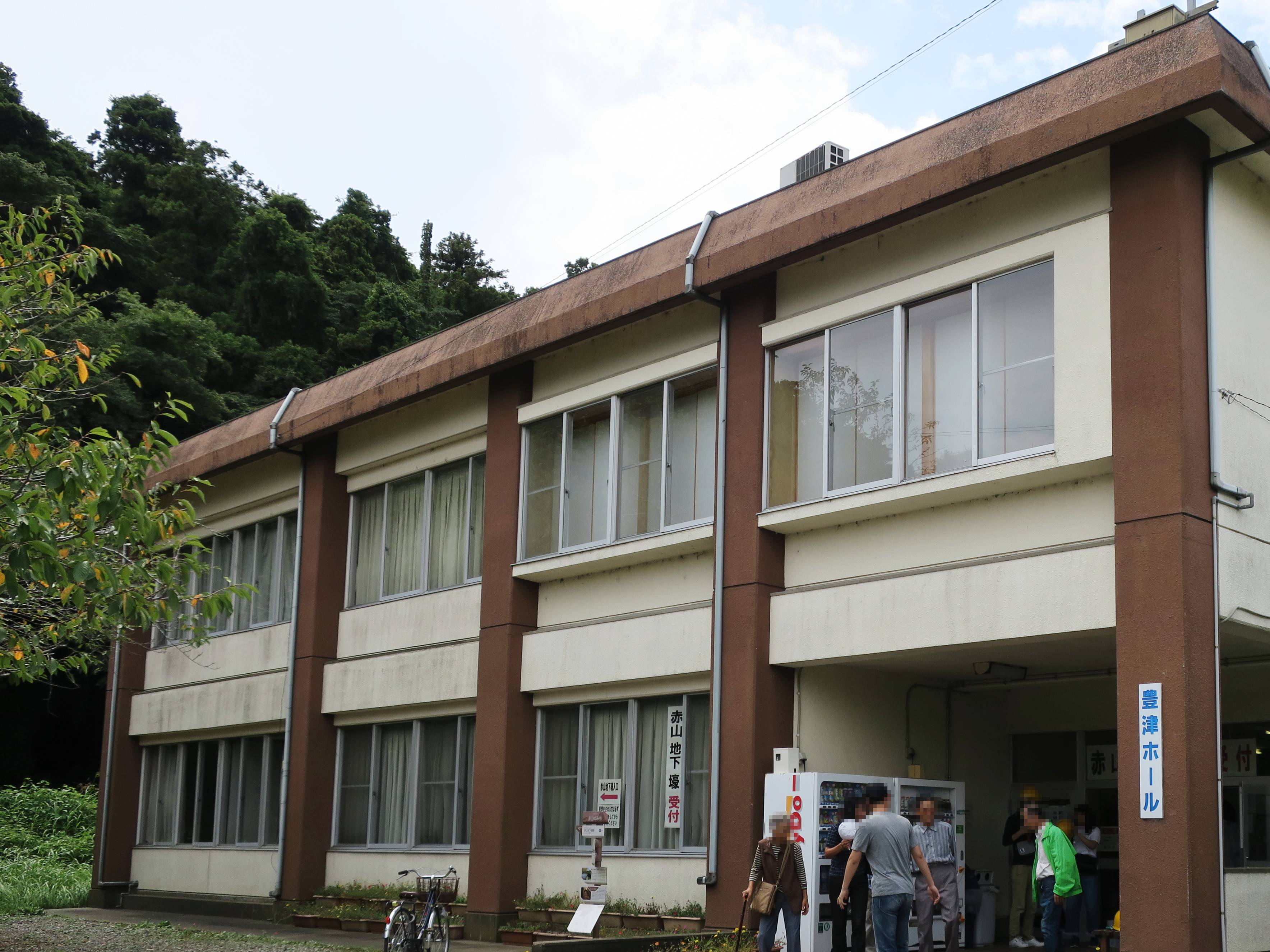
見学受付場所となっている館山市豊津ホール

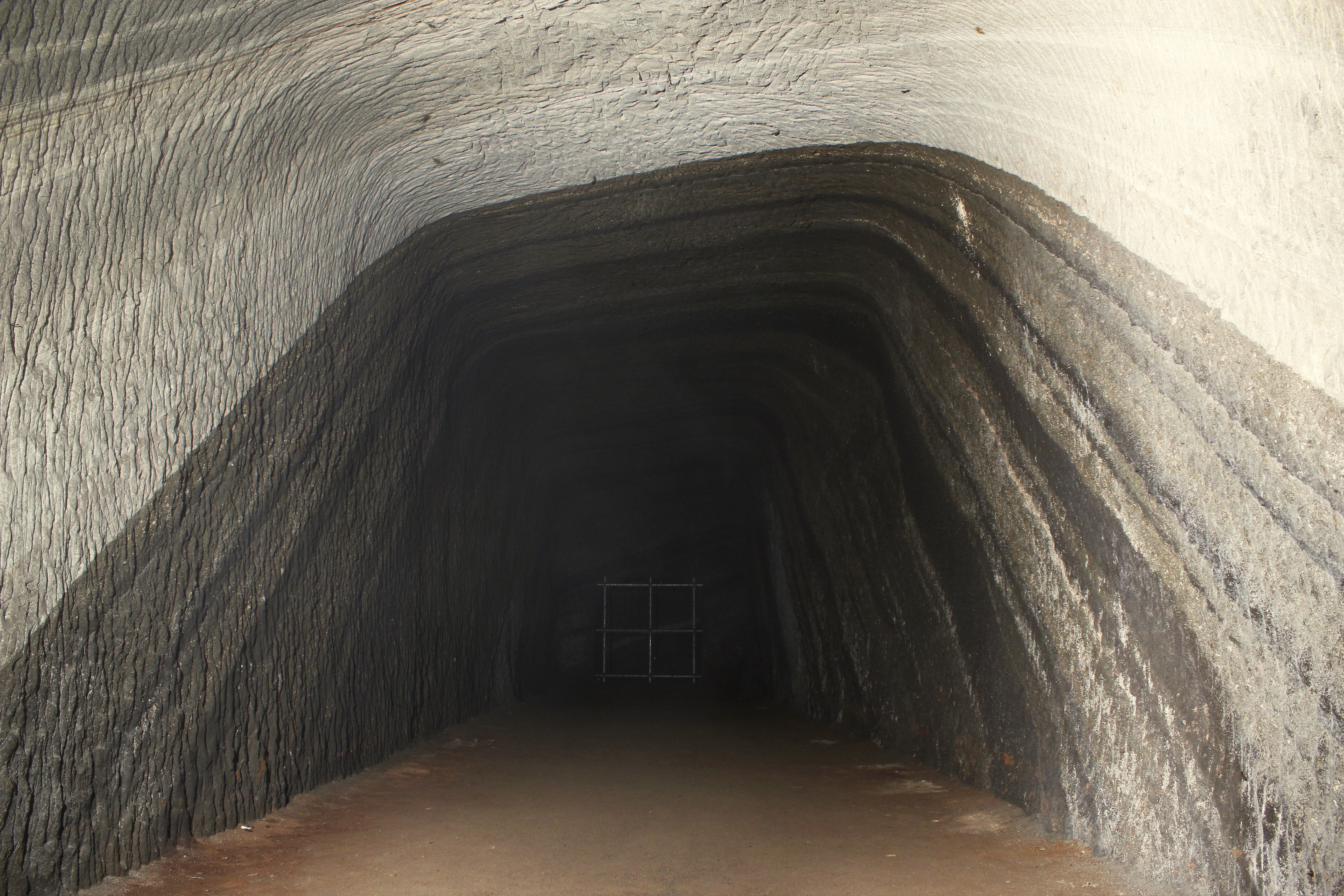
赤山地下壕の内部。地下壕の壁・天井に地層の断面が観察できる。

2004年（平成16年）4月1日から、壕内の一部が一般公開されている。
- 公開時間 : 09:30~16:00(受付は15:30まで)
休館日毎月第3火曜日。ただし、その日が休日の場合は開館し、翌日が休館日となる。
年末年始
その他、臨時休館あり。

## アクセス
公共交通機関
JR内房線 館山駅から、徒歩35分
JR内房線　館山駅から、
- ジェイアールバス関東 「館山駅 - 館山駅（名郷浦先回り）　館山駅行き」乗車、「宮城」バス停下車、徒歩3分
- ジェイアールバス関東 「休暇村館山前行き」乗車、「宮城」バス停下車、徒歩3分
- 館山日東バス 「市内線 館山航空隊行き」乗車、「みやぎ」バス停下車、徒歩3分

自家用車
富津館山道路 富浦インターチェンジから15分